# Hermann Stieve
Hermann Philipp Rudolf Stieve (22 mai 1886 — 5 septembre 1952) est un médecin allemand, anatomiste et histologiste. Après ses études médicales il servit dans l'armée allemande durant la Première Guerre mondiale puis il s’intéressa à l'effet du stress et autres facteurs environnementaux sur le système reproducteur féminin, le sujet de ses recherches ultérieures. En 1921 il devint le plus jeune médecin à diriger le département médical d'une université allemande. Il enseigna la médecine à l'université de Berlin et fut directeur de l'institut d'anatomie de Berlin (en) à l'hôpital universitaire de la Charité les dernières années de sa vie.
La plupart des recherches de Stieve furent menées dans les années 1930 après que le parti nazi fut arrivé au pouvoir en Allemagne. Il ne fut pas membre du parti mais en tant qu'ardent nationaliste allemand il soutint Adolf Hitler dans l’espoir de restaurer la fierté nationale. Les nazis emprisonnèrent et exécutèrent nombre de leurs opposants politiques et leurs corps devinrent la principale ressource de Stieve pour ses recherches, corps dont il avait pleinement conscience de leur origine. Alors que la plupart de ses recherches sont toujours considérées comme utiles — parmi d'autres choses, il prouva scientifiquement que la Méthode Ogino n’est pas une méthode de contraception efficace — il est considéré comme entaché par sa collaboration active avec la répression politique du régime nazi, en particulier à la lumière du génocide ultérieur du parti,

## Jeunesse
Né dans une famille protestante à Munich en 1886, fils de l'historien Robert Stieve et frère cadet du futur diplomate allemand Friedrich (de), Stieve sortit diplômé du lycée Guillaume (en) de la ville en 1905. Après son internat au Rechts der Isar Hospital, des études médicales à l’Université Louis-et-Maximilien de Munich et à l’Université d'Innsbruck en Autriche et une année de service militaire, il devint médecin en 1912. Pendant ses études, en 1906, il devient membre du Corps Franconia München (de). Il travailla dans la recherche anatomique durant une année avant que la Première Guerre mondiale ne commence en 1914.
Stieve repartit à l'armée où il soigna à la fois les blessés du front et enseigna à l'école de santé des armées à Munich. Son service fut récompensé par plusieurs distinctions. Après la guerre il rédigea son habilitation, un article sur le développement de l'ovaire du choucas des tours. Il devint professeur et chercheur en anatomie humaine et anthropologie à l'Université de Leipzig. Il est connu pour y avoir donné ses cours habillé de sa robe universitaire.

## Carrière académique et activité politique
Comme de nombreux vétérans de guerre allemands, Stieve était déçu de la République de Weimar et de sa tentative de gouvernement démocratique. Il était également nationaliste allemand, souhaitant remplacer les mots d'origine non allemande dans la langue, comme les mois April et Mai, par des mots d'origine allemande. Ses convictions politiques le conduisirent à fréquenter de nombreuses organisations politiques et paramilitaires de droite de l'époque, précurseures du Parti Nazi.
Il rejoignit le Parti national du peuple allemand (PNPA) peu après avoir pris son poste à Leipzig, puis adhéra ensuite aux Freikorps locaux. Il rejoignit également l'Orgesch (en), une organisation paramilitaire qui fut dissoute par les Alliés en 1921 en conformité avec le Traité de Versailles qui limitait le réarmement allemand. Plus tard lors de cette même année Stieve soutint le Putsch de Kapp, un coup d'État raté qui força brièvement le gouvernement civil à fuir de Berlin.
Peu après il obtint son doctorat et fut nommé professeur d'anatomie à l'Université Martin-Luther de Halle-Wittenberg. Il devint également directeur de l'institut d'anatomie de l'université, ce qui fit de Stieve, alors âgé de trente-cinq ans, le plus jeune docteur à avoir jamais dirigé un département de médecine dans une université allemande.
La même année il rejoignit une autre organisation paramilitaire, Stahlhelm, qui au départ était la branche armée du PNPA, participant ostensiblement à son service de sécurité lors de ses réunions. Durant les cinq années suivantes ses responsabilités universitaires inclurent la direction du Comité Universitaire pour l'Éducation Physique. Pendant cette période, les éléments militaristes du corps politique allemand avec lequel Stieve était impliqué devinrent plus forts et plus ouvertement antidémocratiques.
En 1933, alors que le gouvernent Nazi consolidait son pouvoir, il fut élu recteur du conseil de l'université. L'université fut durant un temps renommée, soit à l'initiative de Stieve ou soit à cause d'un conflit avec la section de l’université de l’Union des étudiants nationaux-socialistes allemands. Comme de nombreux universitaires allemands, Stieve ne protesta pas quand les nazis renvoyèrent les juifs de l'université. Cependant, même s'il accueillait le gouvernement d'Adolf Hitler comme une restauration de la fierté nationale, il n'adhéra pas au parti Nazi, un des quelques administrateurs d'écoles de médecine à ne pas le faire. Il devint cependant un membre passif de l'organisation quand le reste du Stahlhelm fut intégré à la réserve du S.A. en 1934.

## Recherches médicales
S'appuyant sur sa thèse de doctorat, Stieve avait continué ses recherches sur les ovaires et sur le système reproducteur féminin. Il était particulièrement intéressé sur la manière par laquelle le stress affecte la fertilité. Lors d'une expérience, il plaça un renard en cage près de poules pour voir si elles allaient pondre ; dans une autre il induisit un stress similaire chez des femelles tritons.
En fin de compte il voulait étudier des organes humains. Il put obtenir quelques utérus et ovaires de corps de victimes d'accidents, légués par des chirurgiens qui les avaient retirés. Cependant, l'une des meilleures sources traditionnelles d'organes pour la recherche, les corps de criminels exécutés, n'était pas disponibles au début de ses recherches car le gouvernement de Weimar faisait peu usage de la peine de mort (en) et n'exécutait pas de femmes. Dans une lettre de 1931 Stieve se plaignit qu'il était difficile d'obtenir des ovaires de femmes en bonne santé.

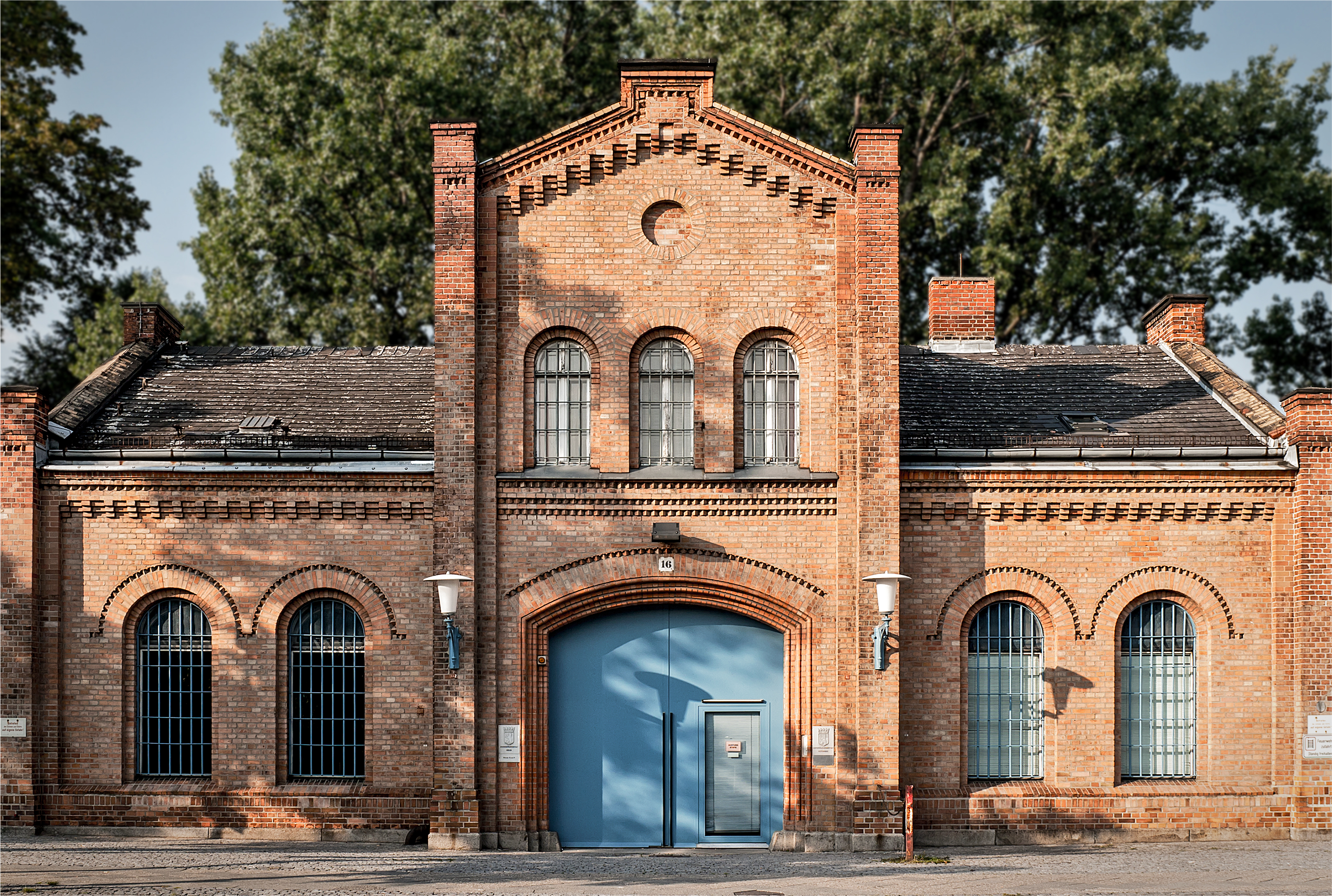
Prison de Plötzensee, où Stieve obtenait des corps quotidiennement.

Dès 1934 les Nazis arrêtèrent de nombreux opposants réels ou perçus ainsi. Tous étaient emprisonnés ; assez d'entre eux furent exécutés pour garantir un approvisionnement suffisant et constant de corps pour la recherche. « Les chambres d'exécution des prisons du Troisième Reich étaient des boucheries, et les restes étaient livrés à tous les instituts d'anatomie des universités en Allemagne (et probablement en Autriche) » écrit l'historien médical William Seidelman de l'Université de Toronto.
Stieve, qui avait accepté un poste de professeur dans ce qui est maintenant l'Université Humboldt de Berlin ainsi que la direction de l'institut d'anatomie, trouva un accord avec les administrateurs de la prison de Plötzensee à l'extérieur de la ville pour accepter tous les corps des personnes abattues par balle, pendues ou décapitées, principalement des prisonniers politiques. D'autres étaient « des travailleurs esclaves polonais ou russes exécutés pour des actes comme la socialisation avec des femmes allemandes, » selon Seidelman. Durant la période nazie, il reçut près de trois mille victimes, plus que Stieve n'en avait besoin pour des buts de recherche. Il est rapporté que, lors de ses recherches, il revendiqua obtenir les corps de 182 des milliers de victimes du régime nazi.
Pour trouver les corps de femmes qu'il recherchait en particulier, Stieve utilisa les registres détaillés de la prison. Il obtint l'historique médical qui incluait des informations telles que la réaction des femmes à l'annonce de leur peine de mort, comment elles s'étaient adaptées à la vie en prison et les dates de leur cycle menstruel. Sur la base de ces informations, il écrivit 230 articles sur les effets du stress sur le système reproducteur féminin. Il trouva que les femmes faisant face à l'exécution ovulaient de manière peu prévisible et que parfois elles avaient des « saignements dus au choc. » Un des articles soutenait que la méthode de contraception Ogino n'était pas efficace à cause des irrégularités du cycle. Malgré les erreurs de Stieve dans la compréhension de la physiologie, ses conclusions sont toujours considérées comme correctes.
Puisqu'il prenait en charge tous les corps de la prison, il avait une certaine influence sur les officiels du site. En 1942 ils changèrent les horaires des exécutions pour qu'elles aient lieu la nuit ; Stieve les persuada de les reprogrammer le matin afin qu'il puisse exploiter les corps et les tissus le jour même. Les allégations selon lesquelles son influence était telle que les dates d'exécution des femmes étaient choisies en fonction de leur cycle menstruel ont été discréditées, et d'autres rapports affirmant qu'il permettait aux officiers SS de violer certaines prisonnières pour étudier la migration du sperme n'ont pas été étayées et semblent douteuses (aucun article de Stieve ne mentionne le sperme comme sujet de recherche) ; malgré tout Seidelman, qui rapporta le premier ces allégations, insista pour dire que cela s'était vraiment produit. De même, contrairement à ce que dit un autre rapport, Stieve ne fabriqua jamais de savon à partir des corps après leur dissection.
Les corps de certains des membres les plus connus de la résistance allemande passèrent par le laboratoire de Stieve. Les corps d'Harro Schulze-Boysen et de sa femme Libertas, avec ceux de Arvid Harnack et de Liane Berkowitz, tous membres de l’Orchestre rouge qui essaya de contrecarrer l'opération Barbarossa en 1941, furent emportés par Stieve après leur exécution près de la fin de l'année 1942. L'année suivante, le corps d'Elfriede Scholz, la sœur de l'écrivain Erich Maria Remarque, fut également amené à Stieve après son exécution. Elle avait été condamnée à mort pour « avoir sapé le moral » après avoir dit que la guerre était perdue. La même année, les corps décapités de Hella Hirsch et Marianne Joachim, membres du Groupe Herbert-Baum (de), exécutées le 3 mars 1943 et d'Erika von Brockdorff, exécutée le 13 mai 1943, sont donnés à l'institut.

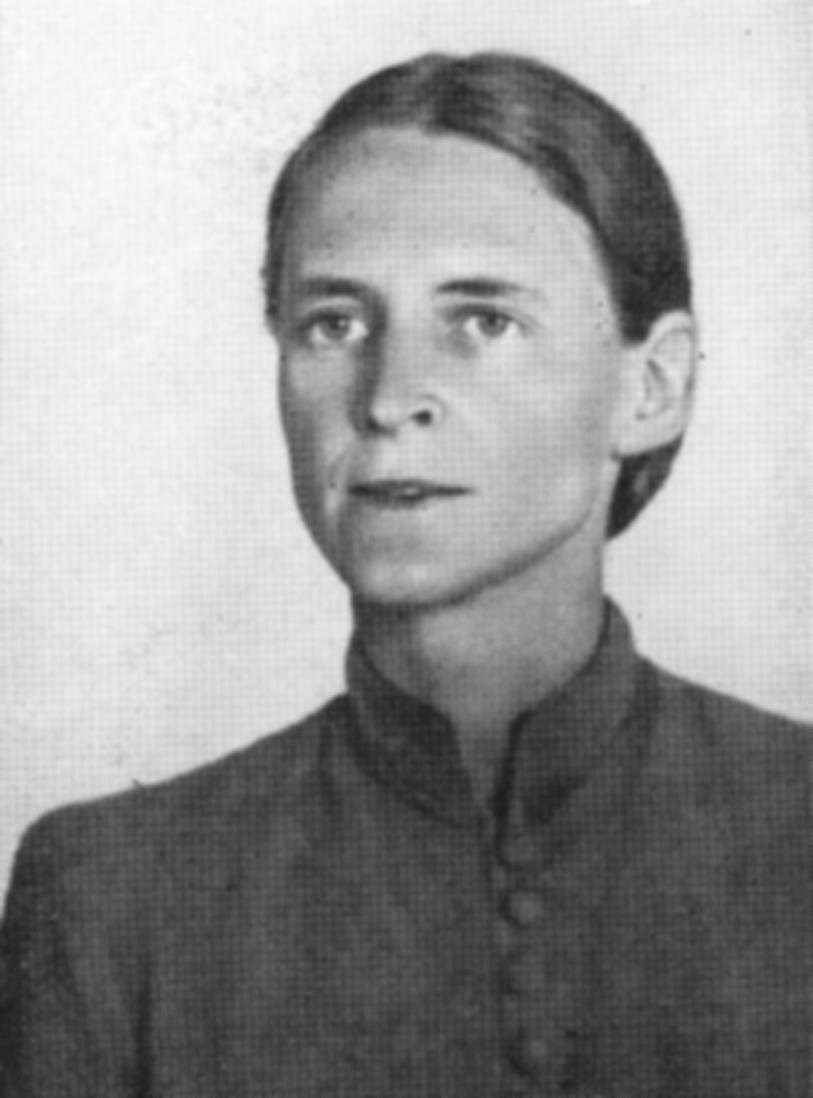
Mildred Fish Harnack, exécutée pour espionnage en 1943. Son corps est l'un des rares parmi les 182 que Stieve utilisa pour ses recherches dont le lieu de sépulture est connu.

L'Américaine Mildred Fish-Harnack semblait au départ devoir échapper à ce destin quand elle fut condamnée à six ans de prison pour espionnage. La sentence fut changée sur ordre d'Hitler en condamnation à mort par décapitation, faisant d'elle la seule Américaine dont Hitler ordonna personnellement l’exécution. Une des élèves de Stieve ramena son corps chez elle dans des sacs de course et l'enterra dans le cimetière de Zehlendorf, faisant d'elle le seul membre de l'Orchestre Rouge dont le lieu de sépulture est connu.
Lorsque les corps d'Harnack et de Schulze-Boysens arrivèrent dans la salle d'examen, une des amies de Libertas, Charlotte Pommer, qui faisait des études médicales, les reconnut et quitta immédiatement le programme de recherche. Plus tard Pommer devint elle-même une dissidente, cachant un membre de la famille d'une des personnes impliquées dans le Complot du 20 juillet 1944, elle fut emprisonnée à la fin de la guerre. Elle est la seule des étudiants et assistants de Stieve connue pour avoir quitté son équipe pour des raisons morales. Stieve lui-même affirma avoir refusé les corps des conspirateurs du complot — la seule fois où il l'aurait fait — mais n'aurait eu aucun problème à disséquer le corps de Walter Arndt, un ami de longue date qui fut exécuté en 1944. Il aurait gardé le cœur d'Arndt.

## Après la guerre
Une fois la guerre terminée, les forces d'occupation et les familles des exécutés essayèrent d'apprendre ce qu'il était advenu des corps. Dans de nombreux cas ce fut impossible car la documentation n'était pas disponible et les restes des corps étaient rarement identifiables. L'identité de ceux sur lesquels Stieve fit ses recherches n'a été connue que soixante-dix ans après la fin de la guerre, quand une liste fut faite pour un ministre protestant qui essayait d'aider des proches de prisonniers de Plötzensee à identifier les restes. La liste fut publiée dans un journal médical par une autre chercheuse, Sabine Hildebrandt.
Comme de nombreux médecins allemands qui ont été complices du régime nazi concernant les crimes contre l'humanité, Stieve ne fut jamais tenu responsable. Après que le procès des médecins à Nuremberg en 1946 eut condamné quatorze médecins qui avaient mené des expériences sur des sujets vivants non consentants dans les camps de concentration, le Conseil de l'Ordre regarda parmi ses membres qui d'autre avait également commis des crimes de guerre. En 1948 il fut annoncé que seuls quelques centaines parmi les milliers de médecins allemands étaient coupables, une liste qui excluait Stieve et nombre des anatomistes qui effectuaient leurs recherches à l'université plutôt que dans des camps. La profession était effrayée par la possible perte de médecins enseignant en Allemagne si tous ceux qui avaient accepté des corps d'exécutés pour la recherche étaient radiés ou interdits d'enseignement.
Stieve défendit son travail en une occasion : « [Un anatomiste] essaye seulement de récupérer ces incidents qui appartiennent aux histoires les plus tristes de l'humanité. En aucun cas je ne dois me sentir honteux d'avoir réussi à révéler de nouvelles données à partir des corps de personnes exécutées, des données qui étaient inconnues auparavant et qui sont maintenant reconnues par le monde entier. » Il nia cependant que les victimes exécutées sur lesquelles il fit ses recherches fussent des prisonniers politiques.
Pour son travail il fut élu à l'Académie allemande des sciences de Berlin et à l'Académie allemande des sciences Leopoldina. L'Académie royale des sciences de Suède lui donna également le statut de membre. L'hôpital érigea un buste de Stieve et nomma en son nom une salle de conférence.
Il mourut d'une attaque cérébrale en 1952 alors qu'il était directeur de l'institut. Il voulait léguer son corps à la science mais sa femme s'y opposa et il fut enterré.
En 2016, les descendants d'Herman Stieve retrouvent des échantillons de tissus humains sur lesquels il avait travaillé. Après des analyses, certaines victimes ont été identifiées. Elles sont inhumées le 13 mai 2019 au cimetière au Cimetière de Dorotheenstadt à Berlin lors d'une cérémonie œcuménique. Les familles ont souhaité que leurs noms ne soient pas rendus publics, mais Saskia von Brockdorff (de), la fille d'Erika von Brockdorff fait savoir que sa mère a enfin trouvé une sépulture.

## Héritage
Le travail de Stieve continue à être à la fois scientifiquement important et controversé alors que les circonstances de ses recherches deviennent connues. Lors de son centenaire en 1986, il fut salué comme « un grand anatomiste qui révolutionna les bases de la gynécologie à travers ses recherches cliniques anatomiques. » En 2009 dans un article, les historiens de la médecine allemands Andreas Winkelmann et Udo Schagen conclurent que Stieve n'était ni un meurtrier ni un nazi convaincu. Néanmoins les résultats de ses recherches furent entachées par leur contexte éthique et politique. »
Les recherches de Stieve, bien que sous une forme ne lui étant pas directement attribuée, furent la base de controverse (en) concernant les grossesses après un viol (en) durant les élections du sénat américain en 2012. Au Missouri (en), Todd Akin, le candidat républicain, justifia son opposition à la possibilité d'avortement des femmes rendues enceintes à la suite d'un viol en avançant que lors de « viols légitimes »[citation nécessaire] le stress empêchait la conception. La provenance de cette affirmation est un livre de 1972 de l'activiste anti-avortement Fred Mecklenburg (en) qui citait une prétendue expérience nazie lors de laquelle les femmes en état de stress traumatique n'ovulaient pas. Hildebrandt reconnut une compréhension imparfaite des résultats de Stieve.